# نادي سايغون
نادي سايغون هو نادي كرة قدم فيتنامي من مدينة هو تشي منه،تأسس النادي في 2016.